# Taganrog
Taganrog (rusky Таганрог; ukrajinsky Таганрoг, Таганріг) je přístavní město u Azovského moře spadající pod Rostovskou oblast Ruské federace. Leží zhruba 70 km západně od Rostova a asi 60 km jihovýchodně od hranic s Ukrajinou (Doněcká oblast). Žije zde přibližně 248 000 obyvatel (2021).

## Dějiny a kultura

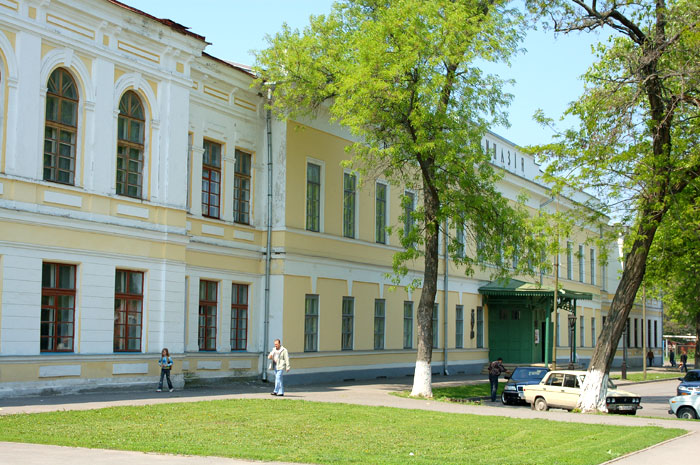
Čechovovo gymnázium

Taganrog byl založen Petrem I. Velikým roku 1698 jako první základna ruského vojenského námořnictva; status města obdržel roku 1775. Největší rozvoj proběhl v 19. století. Po ruské revoluci se město a přilehlá oblast připojily k Ukrajinské SSR (v okolí převažovalo ukrajinské obyvatelstvo), roku 1924 bylo však včleněno do Ruské SFSR.

### Slavní rodáci
- Georgij Berijev (1903–1979), letecký konstruktér
- Anton Pavlovič Čechov (1860–1904), spisovatel a dramatik
- Alexandre Koyré (1892–1964), francouzský filosof a historik vědy
- Igor Kudelin (* 1972), ruský basketbalista
- Sofia Parnok (1885–1933), spisovatelka a básnířka
- Boris Podolskij (1896–1966), fyzik

## Hospodářství a doprava
Taganrog je důležitý nákladní přístav a středisko především strojírenského průmyslu a metalurgie. Sídlí zde i výrobce zemědělských strojů Taganrožský kombajnový závod (rusky Таганрогский комбайновый завод). Prochází tudy hlavní železniční trať silniční tah Mariupol – Rostov na Donu a železniční trať Doneck – Rostov. Od vypuknutí konfliktu na Donbasu ale význam trati poklesl a osobní doprava je omezena jen na příměstské spoje. Ve městě je od roku 1932 provozována tramvajová doprava (článek).